# Neve Danijel
Neve Danijel (hebrejsky נְוֵה דָּנִיֵּאל‎, podle staršího místního jména „Nebi Daniel“ též „an-Nabí Daniel“, v oficiálním přepisu do angličtiny Newe Daniyyel) je izraelská osada typu společná osada (jišuv kehilati) na Západním břehu Jordánu v distriktu Judea a Samaří a v oblastní radě Guš Ecion.

## Geografie
Nachází se v nadmořské výšce 930 metrů v severní části Judska a v centrální části Judských hor. S nadmořskou výškou téměř 1000 metrů jde o jedno z nejvýše položených izraelských sídel (podle internetových stránek obce dokonce úplně nejvyšší). Ve skutečnosti ale nejvyšším židovským sídlem je osada Nimrod na Golanských výšinách cca 1100 metrů nad mořem a vůbec nejvyšším sídlem je drúzské město Madždal Šams 1170 metrů nad mořem.
Neve Danijel leží cca 7 kilometrů jihozápadně od města Betlém, cca 13 kilometrů jihozápadně od historického jádra Jeruzalému a cca 55 kilometrů jihovýchodně od centra Tel Avivu. Neve Danijel je na dopravní síť Západního břehu Jordánu napojen pomocí dálnice číslo 60 - hlavní severojižní tepny Judska, která prochází jihovýchodně od obce.
Je součástí územně kompaktního bloku izraelských sídel zvaného Guš Ecion, který je tvořen hustou sítí izraelských vesnic a měst. Uvnitř bloku se ale nacházejí i některé palestinské sídelní enklávy. Neblíže k Neve Daniel je to město Nahalin.

## Dějiny
Neve Danijel leží v oblasti historického bloku Guš Ecion, který má tradici moderního židovského osídlení ještě z doby před vznikem současného státu Izrael. Na místě stávající osady už v roce 1935 vznikla Cohenova farma. Ta ale byla po krátké době opuštěna, protože oblast zachvátilo po roce 1936 arabské povstání a židovské osídlení zde nebylo bezpečné. V okolí ale vznikl ve 40. letech 20. století blok židovských osad Guš Ecion. V březnu 1948 došlo nedaleko dnešního Neve Danijel k přepadení konvoje vyslaného Haganou z Jeruzalému na pomoc obležené skupině židovských osad v Guš Ecion. Při návratu konvoje do Jeruzalému na něj v místě zvaném Neve Danijel, v zatáčce zdejší silnice, zaútočily arabské síly. Hagana tehdy ztratila 15 bojovníků a velké množství zbraní.
Všechny židovské osady v Guš Ecion zanikly v roce 1948 během první arabsko-izraelské války. Nynější osada Neve Danijel mohla být znovuzřízena až po dobytí Západního břehu Jordánu izraelskou armádou, tedy po roce 1967.
8. srpna 1982 izraelská vláda schválila, že v oblasti Guš Ecion zřídí novou zemědělskou osadu, pracovně nazývanou Danijel. Pro její zbudování se měly využít pozemky bývalé Cohenovy farmy. Vláda zároveň vzala na vědomí, že pro osídlení plánované vesnice se už vytvořila skupina cca 50 rodin. 13. března 1983 pak vláda oficiálně určila lokalitu pro výstavbu osady. V té době již prý na místě pobývalo 15 rodin (z celkových 33 rodin tvořících osadnické zakladatelské jádro). Zástavba sestávala z 15 provizorních příbytků. Elektřinu dodával generátor, voda se přiváděla napojením na vodovod z nedaleké vesnice El'azar. V osadě se výhledově počítalo s výstavbou 100 domů. Územní plán potom tyto plány konkretizoval (výhledová kapacita 159 bytových jednotek, později opakovaně měněn a navyšován).
Zástavba obce sestává z individuálních domů. V osadě funguje mateřská škola. V roce 1998 byla v Neve Danijel založena střední dívčí škola s náboženským zaměřením Ulpana Šavej Rachel, která se specializuje na umělecké vzdělání pro dívky z náboženských rodin. V ústavu studuje cca 120 dívek. V Neve Danijel působí několik synagog, mikve nebo supermarket. Spojení s Jeruzalémem zajišťuje veřejná autobusová doprava.
V červnu 2002 byla cca jeden kilometr severně od stávající osady založena nová izolovaná čtvrť nazývaná Micpe Hanan'el (Mitzpe Hanan'el) nebo též Neve Danijel Cafon (Neve Daniel Tzafon). Podle vládní zprávy z doby okolo roku 2006 zde žily tři rodiny a několik dalších jednotlivců. Zástavbu tvořily většinou provizorní mobilní karavany. V databázi organizace Peace Now je tato skupina domů nazývána také Sde Bo'az a uvádí se v ní k roku 2007 16 trvale žijících obyvatel.
Počátkem 21. století byl Neve Danijel stejně jako téměř celá oblast Guš Ecion zahrnut do bezpečnostní bariéry a má být oddělen od okolních palestinských území. Podle stavu k roku 2008 už výstavba této bariéry v přilehlém úseku probíhá.
29. května 2001 byli během druhé intifády poblíž Neve Danijel zastřeleni ve svém automobilu dva lidé. K útoku se přihlásila organizace Tanzim napojená na palestinské hnutí Fatah. V červnu 2009 navštívil Neve Danijel bývalý americký prezident Jimmy Carter. Po návštěvě prohlásil, že považuje tuto obec za jednu z těch, které pravděpodobně budou ponechány jako součást Izraele i po případné mírové smlouvě s Palestinci.

## Demografie

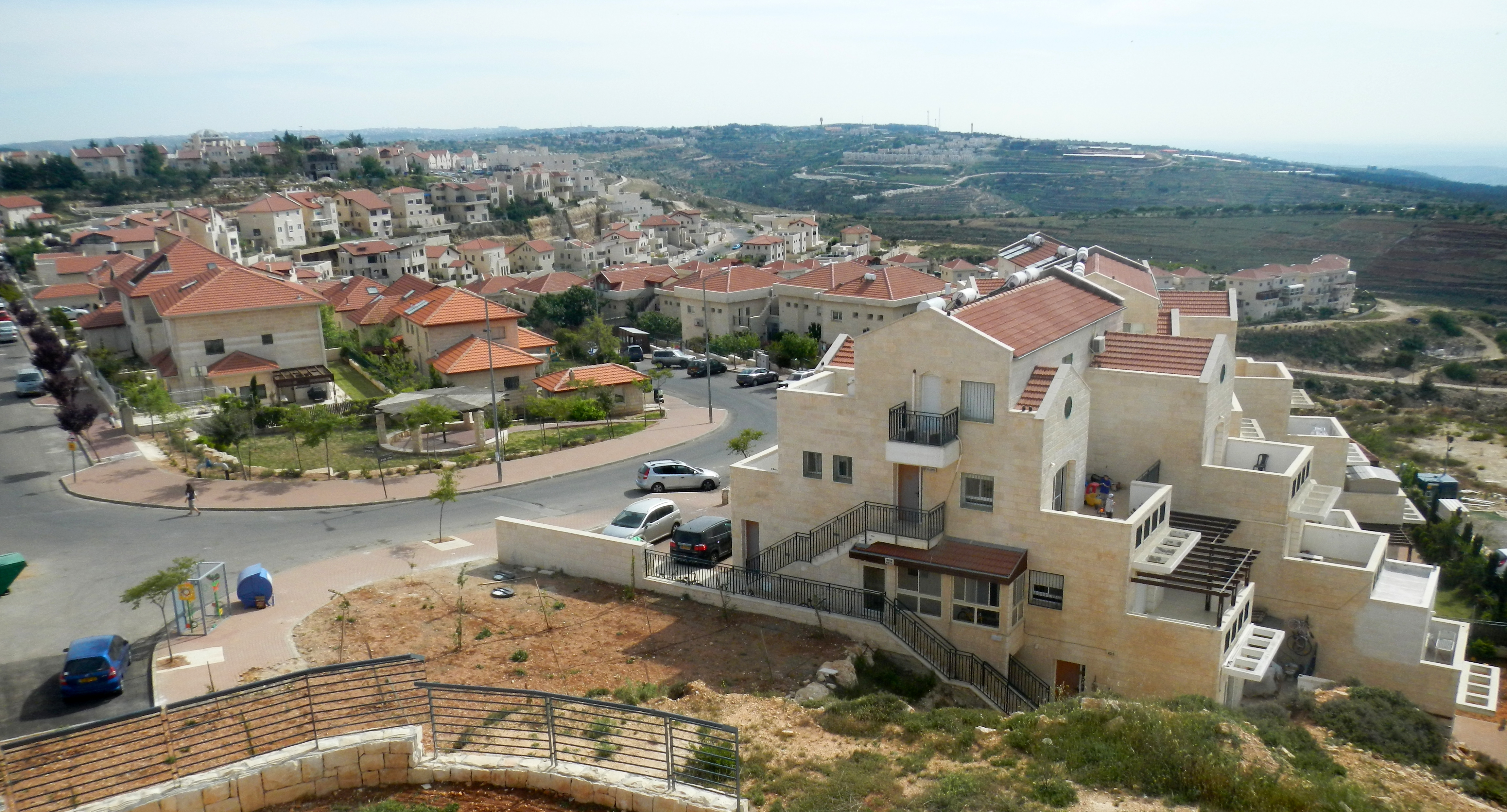
Neve Danijel.

Obyvatelstvo obce Neve Danijel je v databázi rady Ješa popisováno jako nábožensky založené. Podle údajů z roku 2014 tvořili naprostou většinu obyvatel Židé (včetně statistické kategorie "ostatní", která zahrnuje nearabské obyvatele židovského původu ale bez formální příslušnosti k židovskému náboženství).
Jedná se sice o sídlo bez statutu města ani místní rady ale ve své kategorii jde o poměrně lidnatou obec, navíc s rychlým populačním nárůstem. K 31. prosinci 2014 zde žilo 2174 lidí. Během roku 2014 populace stoupla o 1,2 %.
| Rok            | 1983 | 1990 | 1991 | 1992 | 1993 | 1994 | 1995 | 1996 | 1997 | 1998 | 1999 | 2000 |
| -------------- | ---- | ---- | ---- | ---- | ---- | ---- | ---- | ---- | ---- | ---- | ---- | ---- |
| Počet obyvatel | 69   | 252  | 326  | 391  | 491  | 576  | 655  | 603  | 691  | 780  | 868  | 933  |

| Rok            | 2001 | 2002  | 2003  | 2004  | 2005  | 2006  | 2007  | 2008  | 2009  | 2010  | 2011  | 2012  | 2013  | 2014  |
| -------------- | ---- | ----- | ----- | ----- | ----- | ----- | ----- | ----- | ----- | ----- | ----- | ----- | ----- | ----- |
| Počet obyvatel | 977  | 1 020 | 1 073 | 1 225 | 1 467 | 1 609 | 1 760 | 1 883 | 1 735 | 1 823 | 1 984 | 2 058 | 2 149 | 2 174 |